# Институт литературы имени Т. Г. Шевченко НАН Украины
Институт литературы имени Тараса Шевченко НАН Украины — академическое научно-исследовательское учреждение литературоведческого профиля Украины.

## История
Институт создан в 1926 году в Харькове в системе Народного комиссариата образования УССР. С 1936 — в системе Академии наук УССР (ныне Национальная академия наук Украины). Назван в честь великого украинского поэта, прозаика, художника, этнографа, академика Императорской Академии художеств Тараса Григорьевича Шевченко.

## Задачи и цели деятельности
Всестороннее изучение украинской и мировой литературы, разработка теоретических и методологических проблем, сохранение и изучение рукописного наследия украинских писателей.
А также подготовка фундаментальных исследований теоретического и историко-литературного плана, учебников, пособий, энциклопедий, указателей, библиографической и другой справочной литературы, подготовка научных кадров, координация исследований в области литературоведения, сбор и надлежащее хранение рукописного наследия украинских писателей.

## Актуальные направления научной деятельности
- украинская литература с древнейших времён до наших дней;
- литература и национальное возрождение;
- сравнительная история украинской литературы;
- шевченковедение («Шевченковская энциклопедия»);
- современная теория литературы и методология литературоведческих исследований;
- история зарубежной литературы;
- русская литература и другие славянские литературы;
- украинская литература диаспоры
- литература национальных меньшинств на Украине;
- история украинской литературы;
- источниковедческое и текстологическое исследования украинской литературы;
- сравнительное литературоведение;
- литературоведческая библиография.

С 1957 года институт издаёт научный журнал «Слово і час» («Радянське літературознавство»). На протяжении последних лет в институте созданы и стали периодическими такие научные сборники как: «Вікно у світ», «Літературознавчі обрії», «Літературна компаративістика», «Американські літературні студії в Україні», «Спадщина. Літературне джерелознавство. Текстологія», «Теоретичні REвізії».
Рукописный фонд института насчитывает более 100 000 единиц рукописей украинских деятелей культуры с XIV—XVI веков до наших дней.
Библиотека института, основанная в 1926 году, представляет собой уникальное собрание художественных текстов и трудов литературоведческого профиля на украинском и других европейских языках (160000 единиц).